# Wapen van Kubaard

Wapen van Kubaard

Het wapen van Kubaard is het dorpswapen van het Nederlandse dorp Kubaard, in de Friese gemeente Súdwest-Fryslân. Het wapen werd in 2001 geregistreerd.

## Beschrijving
De blazoenering van het wapen in het Fries luidt als volgt:
skeane fan grien en read, mei oer alles hinne in fersmelle skeanbalke fan goud; yn it grien in útkommend, omkeard springend hynder fan sulver en it read belein mei in sulveren roas.
De Nederlandse vertaling luidt als volgt:
schuin van groen en rood, met over alles heen een versmalde schuinbalk van goud; in het groen een uitkomend, omgekeerd springend paard van zilver en het rood belegd met een zilveren roos.
De heraldische kleuren zijn: sinopel (groen), keel (rood), goud (goud) en zilver (zilver).

## Symboliek
- Schuinbalk: staat voor de Slachtedijk.[2]
- Groen veld: beeldt het grasland rond het dorp uit.[2]
- Paard: staat voor de veehouderij in de omgeving van het dorp. Daarnaast verwijst het paard naar het concours hippique dat hier jaarlijks georganiseerd wordt.[2]

Roos: verwijst naar de poëzie van dichteres Petronella Moens, afkomstig uit Kubaard.
- Rood veld: symboliseert de liefde voor taal.[2]